# Salt (песня Эйвы Макс)
«Salt» (с англ. — «Соль») — песня американской певицы Эйвы Макс, вышедшая 12 декабря 2019 года на лейбле Atlantic Records в качестве четвертого сингла с ее дебютного студийного альбома Heaven & Hell. Первоначально песня была выпущена на YouTube и SoundCloud в 2018 году, а затем переиздана на стриминговых сервисах. Песня в стиле данс-поп была признана «любимой фанатами» несколькими изданиями, которые высоко оценили ее жизнерадостное исполнение. Песня «Salt» заняла первое место в Польше, а также вошла в топ-10 в Австрии, СНГ, Финляндии, Германии, Норвегии, России, Украине и Швейцарии. Песня получила четырехкратную платиновую сертификацию в Польше и Норвегии, а также была сертифицирована как платиновая в четырех странах.

## История
«Salt» был первоначально выпущен на нескольких стриминговых платформах в июле 2018 года как рекламный промосингл, в том числе на YouTube и SoundCloud. 5 декабря 2019 года Макс обнародовала дату выхода песни в социальных сетях, которая впоследствии была выпущена на всех потоковых платформах 12 декабря 2019 года.

## Отзывы
Рания Анифтос из журнала Billboard описала песню как «оптимистичный, дерзкий трек о том, как весело провести время после грустного периода», в то время как Мадлен Рот из MTV News почувствовала в этом «данс-поп-блаженство». Шаони Дас из Music Talkers заявил, что эта песня является «волнующим танцевальным номером, насыщенным блеском, гламуром и уверенностью».

## Музыкальное видео
Музыкальное аудио-видео было выпущено 12 декабря 2019 года на YouTube. Официальное лирик-видео вышло 14 апреля 2020 года.

## Список треков
- Цифровые загрузки[8]

1. «Salt» — 3:00

- Цифровые загрузки — акустические[9]

1. «Salt (Acoustic)» — 3:10

- Цифровые загрузки — ремиксы[10]

1. «Salt (Syn Cole Remix)» — 3:11[11]
2. «Salt (Toby Green Remix)» — 2:47[12]

- Стриминг[13]

1. «Salt» — 3:00
2. «Torn» — 3:18
3. «Freaking Me Out» — 3:12

## Участники записи
По данным Tidal.
- Аманда Эйва Кочи — вокал, автор
- Henry Walter — автор, продюсер
- Autumn Rowe — автор
- Madison Love — автор
- Nicole Morier — автор

## Чарты

### Еженедельные чарты
| Чарт (2019—2020)                           | Высшая позиция |
| ------------------------------------------ | -------------- |
| Австрия (Ö3 Austria Top 40)                | 8              |
| Бельгия/Фландрия (Ultratip Bubbling Under) | 23             |
| Бельгия/Валлония (Ultratip Bubbling Under) | 9              |
| СНГ (TopHit)                               | 2              |
| Хорватия (HRT)                             | 29             |
| Чехия (Singles Digitál Top 100)            | 85             |
| Дания (Tracklisten)                        | 25             |
| Euro Digital Songs (Billboard)             | 15             |
| Финляндия (Suomen virallinen lista)        | 6              |
| Франция (SNEP)                             | 38             |
| Германия (GfK)                             | 10             |
| Венгрия (Single Top 40)                    | 25             |
| Венгрия (Stream Top 40)                    | 39             |
| Ирландия (IRMA)                            | 98             |
| Литва (AGATA)                              | 34             |
| Нидерланды (Dutch Top 40)                  | 31             |
| Нидерланды (Single Top 100)                | 54             |
| Норвегия (VG-lista)                        | 5              |
| Польша (Polish Airplay Top 100)            | 1              |
| Румыния (Airplay 100)                      | 52             |
| Россия (TopHit)                            | 3              |
| Словакия (Rádio — Top 100)                 | 11             |
| Словакия (Singles Digitál Top 100)         | 61             |
| Словения (SloTop50)                        | 13             |
| Швеция (Sverigetopplistan)                 | 35             |
| Швейцария (Schweizer Hitparade)            | 8              |
| Украина (TopHit)                           | 7              |

## Сертификации
| Регион                                                                      | Сертификация  | Продажи |
| --------------------------------------------------------------------------- | ------------- | ------- |
| Австралия (ARIA)                                                            | Золотой       | 35 000  |
| Австрия (IFPI Austria)                                                      | 2× Платиновый | 60 000  |
| Бразилия (ABPD)                                                             | Платиновый    | 40 000  |
| Канада (Music Canada)                                                       | Платиновый    | 80 000  |
| Дания (IFPI Danmark)                                                        | Платиновый    | 90 000  |
| Франция (SNEP)                                                              | Платиновый    | 200 000 |
| Германия (BVMI)                                                             | Платиновый    | 400 000 |
| Норвегия (IFPI Norway)                                                      | 4× Платиновый | 240 000 |
| Польша (ZPAV)                                                               | 4× Платиновый | 200 000 |
| Великобритания (BPI)                                                        | Серебряный    | 200 000 |
| США (RIAA)                                                                  | Золотой       | 500 000 |
| Данные о продажах + прослушиваниях приведены только на основе сертификации. |               |         |